# 小行星2987
小行星2987（2987 Sarabhai）是一颗围绕太阳公转的小行星。1960年9月24日，C. J. 万·豪敦、I. 万·豪敦-格勒内费尔德、T. 赫雷爾斯在帕洛马山发现了此天体。
該小行星以印度物理學家和天文學家維克拉姆·薩拉巴伊命名。
这颗小行星的绝对星等为337.1821876789182等。